# Венедикт Ерофеев
Венедикт (Веничка) Василиевич Ерофеев (на руски: Венеди́кт Васи́льевич Ерофе́ев) е руски писател, известен с разкрепостения си език, сюрреалистичните си описания на баналната действителност и своя алкохолизъм (неразделна част от темите в творчеството му).
Най-прочутото произведение на Ерофеев е самиздатската постмодерна „поема в проза“ „Москва - Петушки“, написана през 1969-1970 година. Публикувана е за пръв път през 1973 г. в Израел, после – в Париж (1977) и чак през 1989-а – в СССР (списание „Вест“). Сходна е съдбата и на другите текстове на Ерофеев: те излизат първо в чужбина и чак в края на перестройката – в родината му.
Неслучайно Ерофеев често е сравняван с Чарлз Буковски: и двамата са отритнати от обществото и репресирани от държавата, сменят работа след работа и град след град, живеят сред народа, четат много, пият без мярка, пишат „нецензурно“, проникновено и иронично, нехаят за условностите, приживе се превръщат в култови автори.
През 1985 г. Ерофеев приема католицизма в храма „Св. Людовик“ в столицата.
Почива от рак на гърлото. Погребан е на Кунцовското гробище в Москва.

## Произведения
- „Записките на психопата“, 1956-1957
- „Благовестие“, 1962
- „Москва - Петушки“, поема в проза, 1970
- „Василий Розанов през погледа на един ексцентрик“, есе, 1973
- „Валпургиева нощ, или стъпките на Командора“, трагедия в пет действия, 1985
- „Моята малка лениниана“, колаж от цитати от Ленин, 1988
- „Дисиденти, или Фани Каплан“, незавършена пиеса
- „Безполезно изкопаемо“, бележници

## Издания на български език
- Валпургиева нощ. София: Интерпринт, 1990, 344 с.
- Събрани съчинения. София: Парадокс, 2002, 530 с.
- Москва - Петушки. Събрани съчинения. София: Парадокс, 2010, 420 с.